# Bomi Rinpoché
Bomi Rinpoché, aussi appelé Drokmi Jampa Lodro et Bomi Jampa Lodroe (tibétain : འབྲོག་མི་བྱམས་པ་བློ་གྲོས, Wylie : 'brog mi byams pa blo gros, THL : drok mi jampa lodrö ; chinois : 波米·强巴洛珠 ; pinyin : bōmǐ qiángbā luòzhū), né en 1918, Dzayul, Tibet et décédé le 20 novembre 2002 au Jokhang à Lhassa, Région autonome du Tibet, en République populaire de Chine, est un lama tibétain guélugpa.

## Biographie
Né en 1918 à Dzayul dans l'est du Tibet (Kham), ses parents meurent alors qu'il est jeune. Orphelin, il est élevé par son oncle. Reconnu à l'âge de 8 ans comme réincarnation d'un lama d'un monastère proche de son lieu de naissance, il le rejoint. À l'âge de 16 ans, il rejoint le monastère de Ganden, à la tête des monastères de l'école gélug du bouddhisme tibétain. 
En 1958, à 42 ans, il obtient le diplôme de guéshé lharampa. En 1959, il décide de rester au Tibet après que l'armée populaire de libération a écrasé le soulèvement tibétain de 1959. 
Lors de la révolution culturelle, Bomi Rinpoché est contraint de porter sur son dos la momie de Tsongkhapa, conservée au monastère de Ganden, et de la jeter au feu après que les gardes rouges ont détruit sa tombe. À l'insu de ces derniers, Bomi Rinpoché réussit cependant à extraire du bûcher des reliques, le crâne de Tsongkhapa et des cendres. Le 10e panchen-lama, aurait loué le courage de Bomi Rinpoché pour cet acte.
Bomi Rinpoché est nommé à plusieurs postes officiels par la suite. Il est nommé directeur de la nouvelle Académie bouddhiste à Lhassa en 1985 et directeur de la branche tibétaine de l'Association bouddhiste de Chine en 1992, poste qu'il occupe parallèlement au poste de vice-président de l'Association bouddhiste de Chine nationale jusqu'à son décès. Toujours en 1992, il est nommé à la Conférence consultative politique du peuple chinois. On sait moins que dans les années 1980, Bomi Rinpoché dirigeait tranquillement une école de philosophie informelle au monastère de Nechung, près de Lhassa, sur des fonds privés. Il est également connu pour avoir utilisé ses contacts officiels pour aider à la reconstruction du monastère de Ganden.
En 1988, il est nommé, peut-être par le 10e panchen-lama, ganden chikyab, ou directeur général de Ganden, une fonction traditionnellement proche du ganden tripa, le chef de l'école guélugpa et abbé de Ganden. Plus tard, il est choisi par les moines pour être le ganden tripa par intérim. Cependant, les autorités chinoises ne l'acceptent pas en raison de la reconnaissance implicite des ganden tripa en exil en Inde depuis 1959.
En 1995, alors qu'elles ont des difficultés à trouver un lama de haut rang pour diriger la cérémonie de reconnaissance du 11e panchen-lama, les autorités chinoises confirment finalement la veille de la cérémonie son titre de ganden tripa par intérim, Bomi Rinpoché étant de plus, par son âge et son érudition, le plus haut religieux guélougpa encore au Tibet. Le 29 novembre 1995, Gyancain Norbu est désigné 11e panchen-lama au terme d'une cérémonie controversée , alors qu'un autre enfant, Gendhun Choekyi Nyima, avait été reconnu 11e panchen-lama par le 14e dalaï-lama le 15 mai de la même année. La télévision chinoise a rendu compte de la cérémonie au Jokhang, où Bomi Rinpoché inséra dans l'urne d'or les noms de trois enfants candidats à la réincarnation du précédent panchen-lama, décédé en 1989. Le 14e dalaï-lama a publié une déclaration le lendemain de la cérémonie, affirmant que Bomi Rinpoché avait été « contraint » d'y participer. Des proches de Bomi Rinpoché ont déclaré qu'il considérait cette participation comme un devoir à accomplir pour continuer de préserver le bouddhisme au Tibet. Il espérait aussi que les autorités chinoises reconnaîtraient son geste en le nommant tuteur de l'enfant, et guider ses études de la manière qu'il jugerait appropriée. Cependant, sa mauvaise santé et les longues absences du Tibet du panchen-lama choisi par le gouvernement, limitèrent ses contacts avec ce dernier.
Selon Tibet Information Network, malgré l'apparente collusion de Bomi Rinpoche avec les autorités chinoises durant et après la sélection controversée du 11e panchen-lama, de nombreux Tibétains tant au Tibet qu'en exil considère qu'il n'avait pas le choix et qu'il s'est conduit du mieux qu'il pouvait étant donné les circonstances. Alors qu'il est généralement demandé aux dignitaires religieux au Tibet de dénoncer le dalaï-lama comme « séparatiste » ou « chef d'une clique », Bomi Rinpoche s'est toujours abstenu de proféré la moindre déclaration dans ce sens. Selon l'un de ses proches, Bomi Rinpoche était convaincu que s'il ne se compromettait pas avec les Chinois, il ne serait rapidement rien resté de ce qu'il restait du bouddhisme au Tibet.

## Représentation iconographique
Bomi Rinpoché est représenté sur un tableau de 1996 intitulé Jinpin che qian (金瓶掣签, jīnpíng chè qiān, « Tirer un billet de l'urne d'or ») par Han Shuli (韩书力), Yu Xiaodong (徐晓东) et Ngawang Dragpa (tibétain : ངག་དབང་གྲགས་པ, Wylie : ngag dbang grags pa) représentant la cérémonie de désignation de 1995.